# 鹿児島市立星峯中学校
鹿児島市立星峯中学校（かごしましりつ ほしがみねちゅうがっこう 英語: Hoshigamine Junior High School）は、鹿児島県鹿児島市星ヶ峯四丁目にある市立中学校。
地名は星ヶ峯であるが、校名にはヶは付かない（星峯西小、星峯東小も同じ）。

## 概要
現在の生徒数は578名で、各学年5-6学級。1997年度の生徒数は1037名であり、生徒の数は減少傾向にある。

## 校区
- 星ヶ峯ニュータウン
  - 鹿児島市立星峯東小学校の校区の全域
  - 鹿児島市立星峯西小学校の校区の全域

## 沿革
- 1982年（昭和57年）4月1日 - 鹿児島市立星峯中学校として開校。

## 校則
男子頭髪は、校則で丸刈り（坊主）が強制されていたが、1995年度までに校則による強制は廃止されている。